# 新新公寓
36°03′51.8″N 120°18′37.4″E / 36.064389°N 120.310389°E
新新公寓，后改称华侨饭店，是位于中华人民共和国山东省青岛市市南区湖南路72号的一座饭店，建于1935-1936年，设计师为刘铨法，2000年列入第一批青岛市历史优秀建筑，2005年被拆除。

## 建筑历史
1935年，商人刘文山（富商刘子山的长兄，登记此处地产时挂在其庶子刘子周名下）在其位于湖南路蒙阴路路口西南角的地块上建设了一座饭店，由建筑师刘铨法设计，长顺工厂承建，1936年竣工。竣工后，刘文山将其整体出租给商人王德亭，后者在此开办了新新公寓。1938年1月日军占领青岛后，一家日本公司向刘文山提出低价购买新新公寓，遭到拒绝后唆使日本宪兵打伤刘文山，迫使其同意半价转让。日本占领时期，该饭店曾改名为观光饭店，另有资料称其内曾有一座名为绿洲游艺社的大型赌场，或称曾为绿洲舞厅。1945年8月日本投降后，新新公寓被国民政府敌伪产业管理局接收，刘文山申请发还该地产，该局要求刘文山交回日占时期转让时的另一半售价才能发还，刘文山最终未能交付此费用，新新公寓也未发还给刘家。
1949年6月2日青岛解放后，新新公寓被青岛市公安局接管为招待所使用，不久移交给青岛市人民政府交际处（现青岛市机关事务管理局），成为涉外宾馆。该饭店曾一度成为青岛市内知名鲁菜馆，同时经营川菜、粤菜等。1957年海燕电影制片厂在青岛拍摄电影《海魂》时，王丹凤等演员曾下榻于此饭店。收藏家张伯驹亦曾下榻于此。1958年，青岛华侨旅行服务社在新新公寓成立，用以接待华侨。1961年改隶青岛市商业局，次年再次归属市政府（当时称青岛市人民委员会）交际处。1966年（另有说法称为1961年、1970年代初）改名为华侨饭店。1978年青岛市侨务办公室成立后，该饭店为市侨办直属事业单位。1986年，华侨饭店的菜品“葱烧海参”在山东省第一届鲁菜大奖赛中被评为山东省十大名菜之一。1987年4月至1988年8月，该饭店经历翻建，主楼增建至5层，翻建后共有客房62间、136个床位，以及大、中、小餐厅10个。1989年9月，华侨饭店根据国家旅游局标准被评为二星级旅游饭店，为中国大陆首批二星级酒店之一。
2000年，该建筑以“新新公寓旧址”之名列入第一批青岛市历史优秀建筑名单。2005年1月16日，该建筑被某开发商非法拆毁一半，时任青岛市文物局局长魏书训及其他执法人员曾于当日下午赴现场阻止。该建筑最终于同年4月被完全拆除。

## 建筑特色

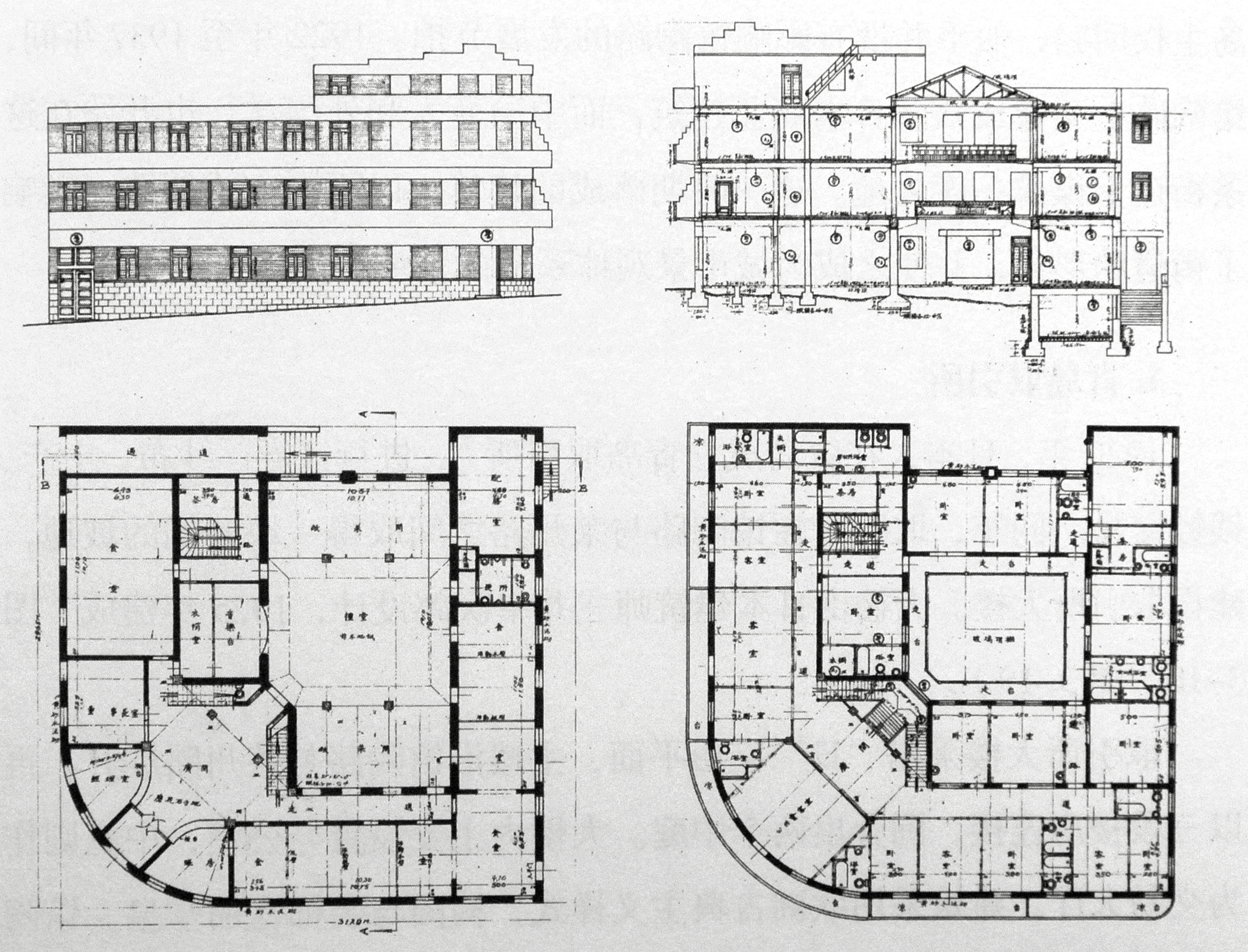
新新公寓设计图

新新公寓占地面积1142平方米，建筑面积7222平方米，平面呈长方形，主体高三层，街角部分高四层，1987年扩建后高五层，钢筋混凝土结构。花岗岩砌基座，主入口设计在街角，东南角另设一入口，实际建造时街角处未开设入口，而是分别设于东侧和北侧。外墙为深色面砖带与浅色粉刷带交替形成，二层以上设有连续阳台，街角砌有阶梯型山墙，屋顶为平顶，整体风格受现代主义建筑影响。公寓内部一层沿街处设置餐厅，中央为三层通高的礼堂，其上方设玻璃顶棚采光，其他部分二层至四层为客房。